# Continuité (magazine)
Pour les articles homonymes, voir Continuité.
Continuité est un magazine québécois fondé en 1982 spécialisé dans les questions patrimoniales.

## Histoire
Le magazine a été fondé en 1982 par Luc Noppen, alors président du Conseil des monuments et sites du Québec (CMSQ), sous le titre Continuité, le patrimoine en perspective. D'abord publié par le CMSQ avec l'appui d'Héritage Canada, le magazine est publié depuis 1986 par l'organisme à but non lucratif Éditions Continuité.
Diffusé de manière plus restreinte dans sa première année d'existence, le magazine est distribué dans les principaux kiosques à journaux dès 1983. Quatre ans après la fondation du magazine, en 1986, la ligne graphique est renouvelée et fait de l'actualité l'élément déclencheur des contenus de Continuité, selon la directrice de l'époque Line Ouellet. Le tirage du périodique atteint alors 4000 exemplaires. En date de 2003, le magazine était distribué dans 700 points de vente et atteignait 20000 personnes.
Audrée Wilhelmy, auteure et artiste québécoise, devient la porte-parole du magazine Continuité en octobre 2023. Elle a pour mandat de faire rayonner le magazine. Elle signe une chronique créative ''Carte-Blanche''.

### Ligne éditoriale
Unique revue francophone d'Amérique du Nord à ses débuts, la revue avait pour objectif, selon les propos de Béatrice Verge, directrice et rédactrice en chef de l'époque, d'être « un outil de sensibilisation et de diffusion qui vise la mise en valeur et la protection du patrimoine. » 
Le magazine Continuité se dévoue à la sauvegarde, à la conservation et à la mise en valeur de l'héritage culturel patrimonial des québécois.
Le magazine Continuité a pour mission de partager des contenus spécialisés sur le patrimoine sous toutes ses formes, pour le grand public. Les sujets sont variés, comme le patrimoine peut être bâti, paysager, religieux, immatériel, culturel, naturel, sonore, et plus encore, tout en ancrant les savoirs dans l'actualité.

## Comité de rédaction, contributrices et contributeurs

### Membres actuels
Caroline Fortin est directrice générale et rédactrice en chef du magazine (en date du 10 janvier 2022), remplaçant ainsi Josiane Ouellet qui a occupé le poste de rédactrice en chef durant une période de 10 ans.
Denis Boucher, Renée Genest, Pierre Lahoud, Alexandre Petitpas, Jessika Poirier et Mélanie St-Hilaire formaient le comité de rédaction lors de la parution du numéro d'été 2022 de la revue.

## Prix et honneurs
- 1991 : Prix Thomas-Baillairgé décerné par l'Ordre des architectes du Québec « pour sa contribution à la promotion d'une architecture de qualité et à la conservation du patrimoine[11]. »
- 2024 : Finaliste au prix « Dossier thématique » pour le numéro « 178. Patrimoine sonore. Tendre l'oreille » aux National Magazine Awards[12]
- 2024 : Finaliste au prix « Article de fond ou reportage » pour l'article « Les archéologues du son » par Maurice Gagnon, publié dans le numéro « 178. Patrimoine sonore. Tendre l'oreille » aux Prix d'excellence de la SODEP[13].